# Liste der Biografien/Schug
Liste der Biografien |
Portal Biografien |
Personensuche
# |
A |
B |
C |
D |
E |
F |
G |
H |
I |
J |
K |
L |
M |
N |
O |
P |
Q |
R |
S |
T |
U |
V |
W |
X |
Y |
Z |
?
 
Sa |
Sb |
Sc |
Sd |
Se |
Sf |
Sg |
Sh |
Si |
Sj |
Sk |
Sl |
Sm |
Sn |
So |
Sp |
Sq |
Sr |
Ss |
St |
Su |
Sv |
Sw |
Sy |
Sz
 
Sca–Sce |
Sch |
Sci–Scz
 
Scha |
Schc |
Schd |
Sche |
Schg |
Schi |
Schj |
Schk |
Schl |
Schm |
Schn |
Scho |
Schp |
Schr |
Schs |
Scht |
Schu |
Schv |
Schw |
Schy
 
Schua |
Schub |
Schuc |
Schud |
Schue |
Schuf |
Schug |
Schuh |
Schui |
Schuk |
Schul |
Schum |
Schun |
Schuo |
Schup |
Schuq |
Schur |
Schus |
Schut |
Schuu |
Schuv |
Schuw |
Schuy |
Schuz
Die Liste der Biografien führt alle Personen auf, die in der deutschsprachigen Wikipedia einen Artikel haben. Dieses ist eine Teilliste mit 13 Einträgen von Personen, deren Namen mit den Buchstaben „Schug“ beginnt.

## Schug
- Schug, Alexander (* 1973), deutscher Historiker
- Schug, Georg (1917–2007), deutscher Elektroingenieur und Hochschullehrer
- Schug, Hermann (1887–1945), deutscher Landrat
- Schug, Marcel (* 1984), deutscher Fußballspieler
- Schug, Philipp (* 1983), deutscher Jazzmusiker (Posaune)
- Schug, Siegfried (1898–1961), deutscher Politiker (NSDAP), MdR, MdL
- Schug, Vivien (* 1998), deutsche Schauspielerin
- Schug-Kösters, Maria (1900–1975), deutsche Zahnmedizinerin

### Schuga
- Schugalté, Michael (1890–1954), russischer Geiger, Kapellmeister und Komponist

### Schuge
- Schugens, Gottfried (* 1946), deutscher Politiker (CDU), MdL
- Schügerl, Karl (1927–2018), deutscher Chemiker, Biotechnologe

### Schugg
- Schugg, Bernadette (* 1963), deutsche Filmproduzentin

### Schugl
- Schugliaschwili, Micheil (1941–1996), georgischer Komponist